# Phascolion lutense
Phascolion lutense är en stjärnmaskart som beskrevs av Emil Selenka 1885. Phascolion lutense ingår i släktet Phascolion och familjen Phascoliidae. Inga underarter finns listade i Catalogue of Life.